# 沖憲典
沖 憲典（おき けんすけ、1940年 - ） は、日本の材料工学者。九州大学名誉教授。元大分工業高等専門学校校長。

## 人物・経歴
福岡県生まれ。1964年九州大学工学部冶金学科卒業。1974年九州大学工学博士、九州大学工学部助教授。1979年九州大学大学院総合理工学研究科助教授。1985年九州大学大学院総合理工学研究科教授。1990年日本金属学会理事・九州支部長。2001年九州大学名誉教授、大分工業高等専門学校校長。

## 受賞
- 日本金属学会論文賞 1976[3]
- 日本金属学会論文賞 1988[3]
- 日本金属学会論文賞 1992[3]
- 日本金属学会金属組織写真奨励賞 1993[3]
- 日本金属学会谷川・ハリス賞 1998[3]
- 瑞宝中綬章 2015[5]